# GEDIA

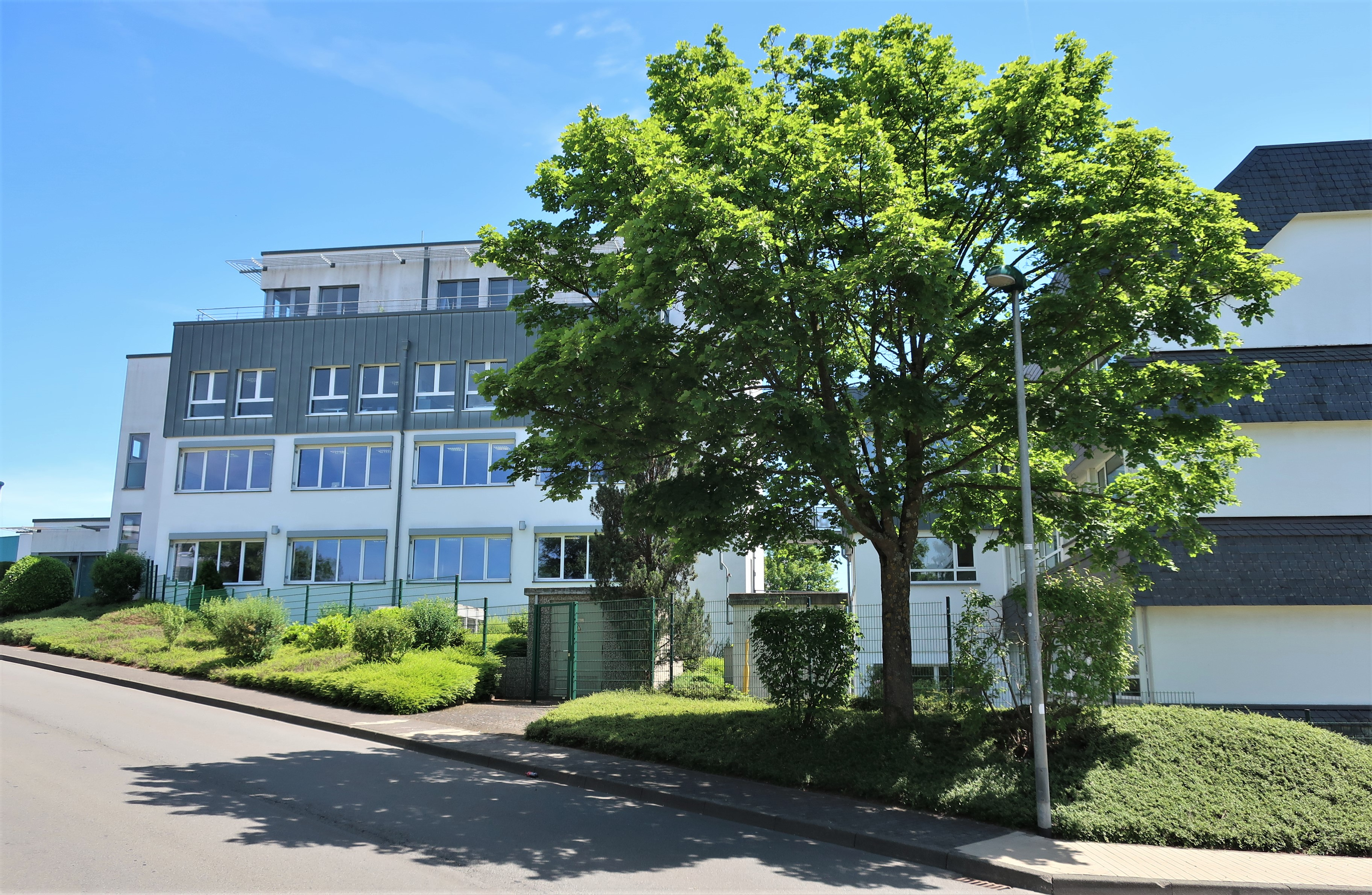
Verwaltungsgebäude

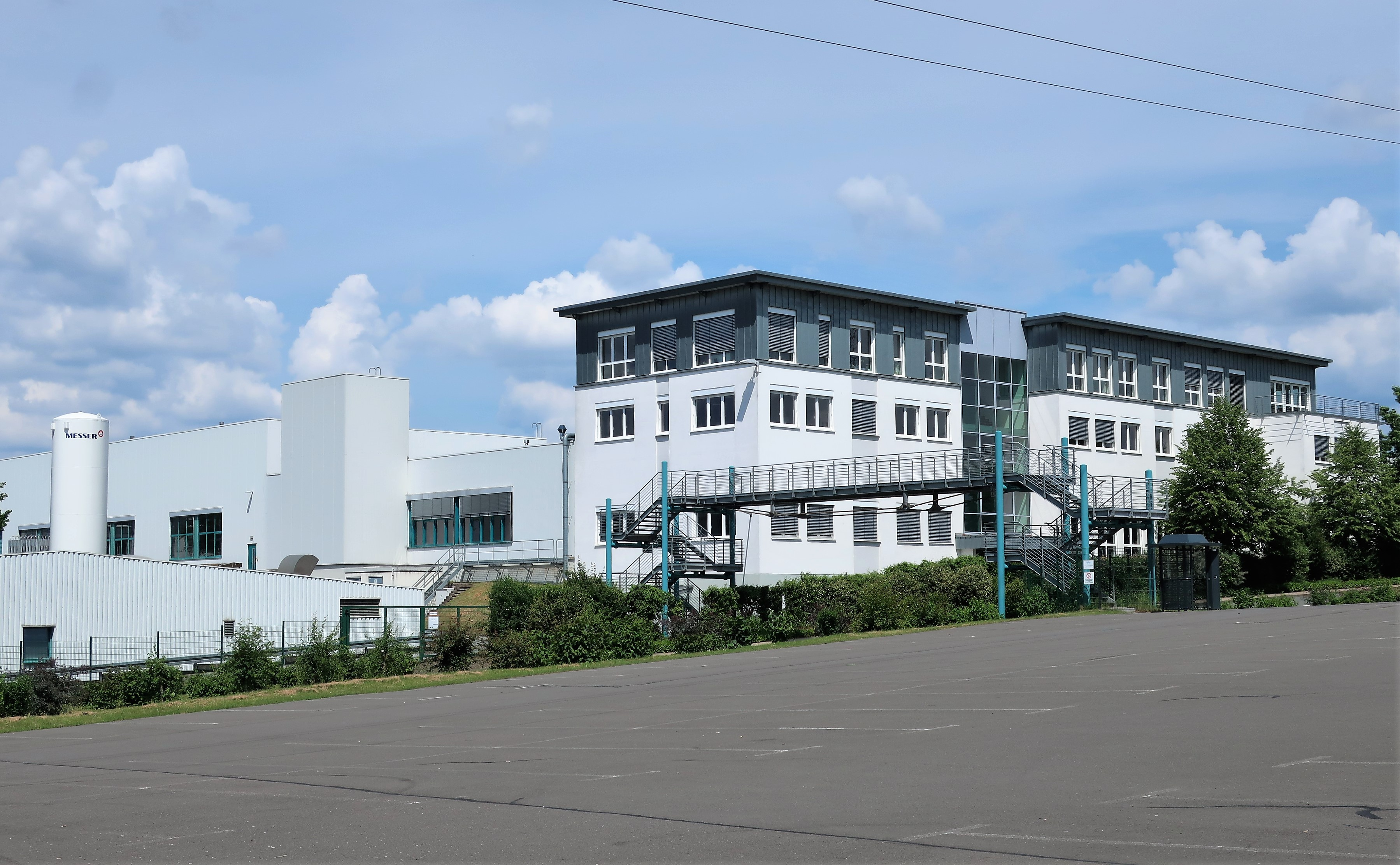
Blick auf eines der Werksgebäude

Die Gebr. Dingerkus GmbH & Co. KG ist die Konzernobergesellschaft eines Herstellers von Strukturteilen und Zusammenbauten für den automobilen Karosseriebau sowie Chassis-Komponenten mit Sitz in Attendorn.
Mit insgesamt neun Produktionsstätten in Deutschland, Spanien, Polen, Ungarn, China, Indien, Mexiko und den USA ist die Gruppe international aufgestellt.

## Geschichte
Im Jahr 1910 gründeten Anselm und Ferdinand Dingerkus das Unternehmen. Zunächst befassten sich die Brüder mit der Herstellung von Bijouteriewaren, bevor 1925 das Fertigungsprogramm um Blech-Hohlgriffe für Emaille-Geschirre erweitert wurde. In den 50er Jahren stieg das Unternehmen in die Produktion von Kunststoffgriffen etwa für Töpfe ein, von denen bis zu 10 Millionen Stück pro Jahr ausgeliefert wurden, was die Sparte zwischenzeitlich zum größten Umsatzträger des Unternehmens machte. Parallel lief ab 1955 die Produktion von Press-, Stanz- und Ziehteilen, insbesondere für die Automobilproduktion, an. 1958 erwarb GEDIA zudem eine Maschinenfabrik, die Scheren und Stanzen für den Bausektor produzierte, verkaufte die Abteilung aber schon vier Jahre später an Muhr und Bender weiter.
Ab Ende der 90er Jahre expandierte das Unternehmen zunehmend ins Ausland. 1998 wurden Produktionswerke in Nowa Sól, Polen und Sta. Margarida, Spanien errichtet. Ein Werk in Ungarn (2007), ein zweites Werk in Polen (2008) und neue Werke in China (2008) und Mexiko (2014) folgten. Des Weiteren entstanden Engineering Center in Frankreich, den USA und Schweden.
Am Stammsitz in Attendorn wurden seit 1994 die ersten Punkt-Schweißroboter eingesetzt, ein Jahr später die erste Transferpresse in Betrieb genommen. 1998 wurden ein neues Montagewerk und ein Logistikzentrum aufgebaut. Durch ein Technologiezentrum wuchs ab 2001 die Forschungs- und Entwicklungsabteilung am Hauptsitz. Zudem wurde der hauseigene Werkzeugbau ausgebaut. Mit dem Verkauf der Griffesparte, die zuletzt nur noch fünf Prozent zum Unternehmensumsatz beisteuerte, im Jahr 2003 setzte das Unternehmen seinen Schwerpunkt auf die Entwicklung automobiler Leichtbautechnologien und Chassis-Komponenten. Das ehemalige Bakelite-Werk in Attendorn wurde zunächst für andere Unternehmenssparten genutzt, bis es 2013 aufgegeben wurde. Zugleich investierte GEDIA am Stammsitz in eine neue Warmumformungslinie. 2018 begann der Bau eines weiteren Werks in Attendorn mit einer Produktionsfläche von 11.000 Quadratmetern.
Im Jahr 2016 wurde die GEDIA Automotive Group um zwei neue Standorte im US-Bundesstaat Michigan und im indischen Pune erweitert. 2019 wurde ein Joint Venture mit der chinesischen HyUnion Holding gegründet.
Anfang 2020 infizierten Hacker die IT-Systeme der Unternehmenszentrale mit Schadsoftware, so dass die gesamte EDV heruntergefahren werden musste. Eine offenbar russische Hackergruppe namens REvil bekannte sich zu dem Cyberangriff und forderte Lösegeld. Bei Nichtzahlung sollten gestohlene Daten veröffentlicht werden.
2021 wurde ein weiteres Werk im US-Bundesstaat Georgia errichtet sowie Ende 2022 ein Joint Venture zwischen Shenyang Huaxing Machine Industry Co. Ltd. und GEDIA gegründet.

## Auszeichnungen
- 2007: Sieg beim Wettbewerb „Excellence in Production“ in der Kategorie „Interner Werkzeugbau unter 100 Mitarbeiter“
- 2008: „Lieferant des Jahres“ von General Motors[9]
- 2009: Finalist beim Wettbewerb „Excellence in Production“ in der Kategorie „Interner Werkzeugbau unter 100 Mitarbeiter“
- 2010: Sieg beim Wettbewerb „Excellence in Production“ in der Kategorie „Interner Werkzeugbau unter 100 Mitarbeiter“
- 2012: „Volvo Quality Award of Excellence“ für GEDIA Polen und Spanien[10]
- 2013: Sieg beim Wettbewerb „Excellence in Production“ in der Kategorie „Interner Werkzeugbau über 50 Mitarbeiter“